# 樋口茂子
樋口 茂子（ひぐち しげこ、1928年(昭和3年)1月24日 - 2013年(平成25年)12月4日）は、日本の小説家、随筆家、評論家。
静岡県生まれ。本名・茂（しげ）。幼少時を満州で過ごし、1940年帰国。以後、京都に住む。45年京都市立堀川高等女学校卒業。57年、学徒戦犯を題材にした第一作『非情の庭』でデビュー。64年膠原病を発症、闘病生活を送る。75年仕事に復帰、以後、休養をくり返しながら、日本の古代史をテーマに文筆活動を続けた。

## 著書
- 『非情の庭』三一書房、1957 のち潮文庫、『非情の庭 無実の学徒戦犯』ミネルヴァ書房、2000
- 『凍土』三一書房、1960 のち白川書院
- 『幻影のとき』東都書房、1966
- 『古代幻想の旅』カイガイ出版部、1978
- 『自分史の作成と鑑賞』春秋社、1989
- 『競走馬 句集』共著 栗東女流俳句サロン、1991
- 『三十六歌仙の舞台』京都新聞社、1992
- 『小説壬申の乱 星空の帝王』PHP文庫、1996
- 『女人浄福』実業之日本社、1996
- 『飛鳥幻想の旅』有楽出版社、2003
- 『会津士道遺聞』有楽出版社、2006
- 『三十六歌仙 京の歌枕』光村推古書院、2007

## 参考
- 『文藝年鑑』2007 ISBN 978-4-8381-0382-9